# Vladimir Fjodorovič Odojevskij
Vladimir Fjodorovič Odojevskij (rusky Владимир Фёдорович Одоевский, 30. červencejul./ 11. srpna 1804greg. nebo 1803, Moskva — 27. únorajul./ 11. března 1869greg.. tamtéž) byl ruský romantický spisovatel, filozof, muzikolog, redaktor a hudební kritik.

## Život

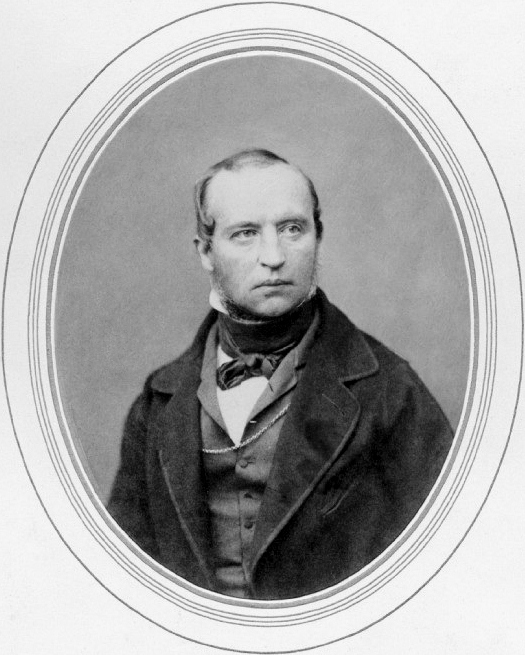
Odojevského fotografie z roku 1866

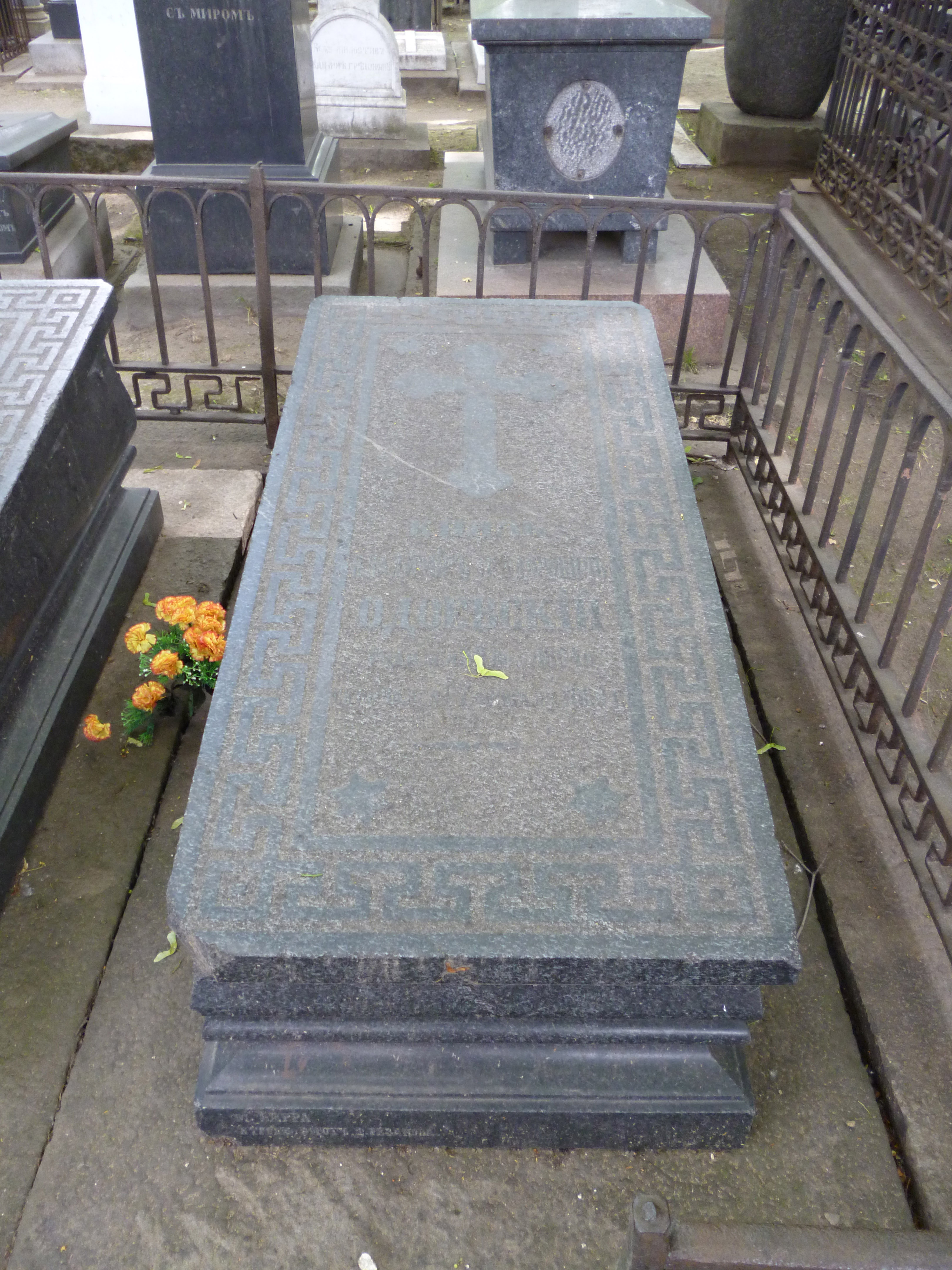
Odojevského hrob na Donském hřbitově v Moskvě

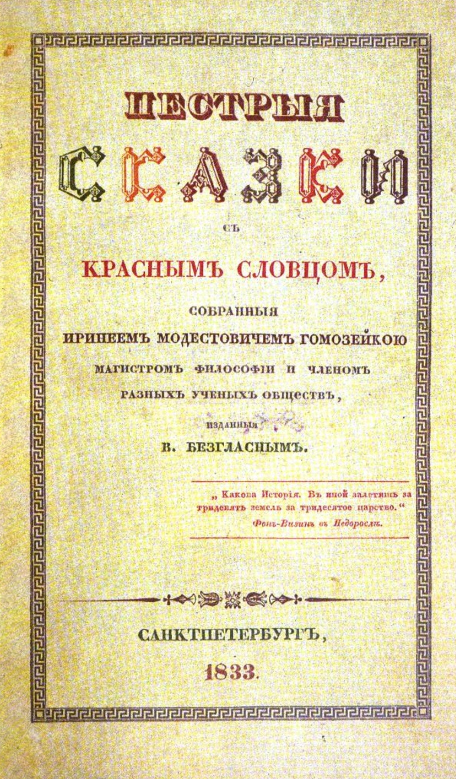
Vydání Pestrých pohádek z roku 1833

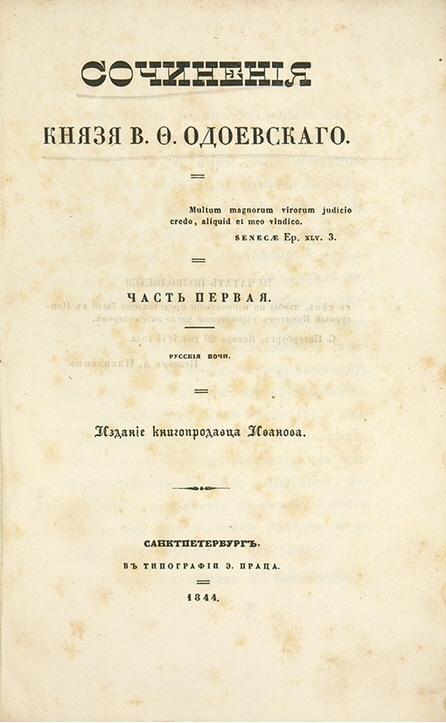
První vydání Ruských nocí z roku 1844

Pocházel po otci ze starého knížecího rodu, který odvozoval svůj původ od Rurikovců. Jeho otec byl bratrem ruského generála z Napoleonských válek Ivana Sergejeviče Odojevského. Jeho matka podle jedněch pramenů pocházela z nevolnické rodiny, podle jiných z rodiny vojáka, v každém případě však neměla urozený původ.
Po smrti otce byl od čtyř let vychováván u svých příbuzných v Moskvě. Roku 1822 dokončil vzdělání na Šlechtické internátní škole při Moskevské univerzitě. Již jako student publikoval své první práce ve studentském časopise. Přátelství s bratrancem Alexandrem Ivanovičem Odojevským, pozdějším účastníkem děkabristikého povstání, velmi ovlivnilo jeho názory na společnost. Od roku 1823 se u něho scházel Spolek moudrosti (Общество любомудрия), který se snažil uvádět do Ruska myšlenky Friedricha Schellinga a který byl po děkabristickém povstání rozpuštěn. V těch samých letech vydával společně s Vilgelmem Karlovičem Kjuchelbekerem literární almanach Mnemozina (Мнемозина).
V letech 1826–1862 žil v Petrohradě, kde se roku 1826 oženil. Věnoval se muzikologii, s manželkou vedl literární salon, zajímal se o mystická učení, zednářství a magii. V té době psal povídky, novely, pohádky, publicistické články a filozofické eseje, redigoval Puškinův časopis Sovremennik (Современник), přispíval do několika dalších časopisů a byl spoluvydavatelem peridoika Selskoe čtenie (Сельское чтение). Pod vlivem E. T. A. Hoffmanna propojoval ve svých dílech fantastično a realitu, rovněž se v nich ale objevuje důvěra v sílu přírodních věd, kdy se tajemným přírodním jevům dostává racionálního vysvětlení. Řada jeho děl si také klade didaktické a naučně polemické cíle a zabývá se závažnými psychologicko-sociálními problémy. Roku 1844 vydal třísvazkový soubor svých spisů pod názvem Díla knížete V. F. Odojevského (Сочинения князя В.Ф. Одоевского), v jehož prvním svazku vyšlo jeho nejvýznamnější dílo, filozofický román Ruské noci (Русские ночи).
Živě se účastnil společenského života, angažoval se v boji za zrušení nevolnictví, zabýval se dobročinnou prací, usiloval o zpřístupnění vzdělání venkovskému obyvatelstvu, o omezení cenzury a humánnější poměry ve věznicích. Roku 1845 se stal zakládajícím členem Ruské zeměpisné společnosti (Русское географическое общество). V roce 1846 byl jmenován náměstkem ředitele Císařské veřejné knihovny a ředitelem Rumjancevova muzea. Jeho mesianistická víra v Rusko jej stavěla do blízkosti slavjanofilů.
Patří k zakladatelům ruské muzikologie, hudební kritiky a hudební lexikografie. Za nejbližší hudbě považoval matematiku. Aktivně se zabýbal organologií a hudební akustikou. Intenzivně sbíral lidové hudební produkce. Nepoužitelnost rovnoměrně temperované chromatické škály pro zachycení ruské lidové hudby ho vedla k vynálezu vlastního, tzv. enharmonického spinetu (энгармонический клавесин).
Roku 1861 se vrátil do Moskvy a stal se senátorem ve Vládním senátu (Правительствующий сенaт), který vykonával funkci dozoru nad činností státních institucí. Zemřel roku 1869 bez potomků, a protože ani jeho bratranec Alexandr Ivanovič Odojevskij neměl děti, rod Odojevských jeho smrtí vymřel.

## Výběrová bibliografie
- Dny rozčarování (1823, Дни досад), jedno z raných autorových děl vydané ve studentském časopise, povídka satiricky zobrazující moskevskou společnost.[6]
- Giordano Bruno a Pietro Aretino (asi 1827–1829, Иордан Бруно и Петр Аретино), nedokončený historický román.[4]
- Dva dny v životě planety Země (1828, Два дни в жизни земного шара), fantastická povídka.
- Beethovenův poslední kvartet (1830), povídka.
- Nový rok (1831, Новый год), povídka.
- Pestré pohádky (1833, Пёстрые сказки), sbírka fantastických satirických a groteskních příběhů, napsaných pod vlivem E. T. A. Hoffmanna, zobrazujících kriticky soudobou ruskou společnost. Nereálný svět je v nich prostředkem pro vyniknutí absurdních situací světa reálného. Česky z této knihy vyšly příběhy Pohádka o mrtvém těle, patřícím neznámo komu (Сказка о мёртвом теле, неизвестно кому принадлежащем) a Proč je na pováženou, prochází-li se více panenek po Něvské třídě v houfu (Сказка о том, как опасно девушкам ходить толпою по Невскому проспекту).
- Komtesa Mimi (1834, Княжна Mими), česky jako Kněžna Mimi, romanticko-realistická povídka, řešící psychologické problémy současného člověka a postavení ženy ve společnosti.
- Rok 4338 (1835–1840, 4338-й год), nedokončený utopický román. Původně mělo jít o závěrečný díl trilogie, věnované ruské minulosti, současnosti a budoucnosti, ale plán nebyl nikdy uskutečněn. V románu autor mimo jiné popisuje magnetické informační sítě propojující domácnosti, což se dá označit za předpověď internetu.
- Sylfida (1837, Сильфида), fantastická mystická novela.
- Imbroglio (1837), povídka.
- Pohádky a pověsti pro děti dědy Iriněje (1838, Сказки и повести для детей дедушки Иринея), pohádky a příběhy pro děti, které autor obohacuje výrazným didaktismem a společenskou satirou.
- Černá rukavice (1838, Чёрная перчатка), povídka o rozpadu manželství.
- Dobrý plat (1838, Хорошее жалованье), divadelní hra ze života úředníků.
- Strašidlo (1838, Привидение), fantastická povídka.
- Komtesa Zizi (1839, Княжна Зизи), realistický příběh ze společnosti.
- Kosmorama (1840, Косморама), fantastická novela.
- Salamandra (1841, Саламандра), česky jako Salamandr, duch ohně, fantastická novela.
- Díla knížete V. F. Odojevského (1844, Сочинения князя В.Ф. Одоевского), tři svazky:
  - Ruské noci (Русские ночи), nejvýznamnější Odojevského dílo, označované za filozofický román. V rámcovém příběhu, který tvoří filozofické besedy několika přátel, z nichž každý reprezentuje odlišný světonázorový postoj, je obsaženo dvanáct žánrově různorodých novel, ve kterých se autor zabývá uměním a závažnými společenskými problémy a ve kterých se projevuje vliv německých romantiků. Odojevskij knihou navázal na Večery s panem Dvojníkem od Antonije Pogorelského a na Večery na samotě u Dikaňky Nikolaje Vasiljeviče Gogola.[2]
  - Домашние разговоры: svazek obsahuje autorovy povídky a novely Nový rok, Černá rukavice, Imbroglio, Sylfida, Salamandra, Komtesa Mimi a Komtesa Zizi.[7]
  - Рассказы путешественника. Опыты рассказа о старинных и современных народных преданиях. Смесь.[8]

## Filmové adaptace
- Škatulka s tajemstvím (1976, Шкатулка с секретом), ruský sovětský animovaný film na motivy pohádky Městečko v tabatěrce (Городок в табакерке) z Pohádek a pověstí pro děti dědy Iriněje, režie Valerij Michajlovič Ugarov.[9]

## Česká vydání
- Poraněné sny, Odeon, Praha 1974, vybral Vladimír Svatoň, přeložil Jiří Honzík, výbor z díla. Obsahuje novely Kněžna Mimi a Sylfida, z Pestrých pohádek pohádku Proč je na pováženou, prochází-li se více panenek po Něvské třídě v houfu a z knihy Ruské noci příběhy Opere del Cavaliere Giambattista Piranesi, Zpověď vládního rady, Pošklebek umrlcův, Město bez názvu, Beethovenův poslední kvartet, Improvizátor a Sebastian Bach.
- Ruské noci, Odeon, Praha 1981, přeložil Jiří Honzík.
- Dva dny v životě planety Země, povídka je obsažena v antologii Magický kristal, Svoboda, Praha 1982, přeložil Jiří Honzík.
- Město bez názvu, povídka je obsažena v antologii Magický kristal, Svoboda, Praha 1982
- Strašidlo, povídka je obsažena v antologii S čerty nejsou žerty, Lidové nakladatelství, Praha 1983, přeložil Jiří Honzík.
- Pohádka o mrtvém těle, patřícím neznámo komu, povídka je obsažena v antologii Půlnoční povídky, Albatros 1989, přeložil Jiří Honzík.
- Salamandr, duch ohně, Doplněk, Brno 2013, přeložil Jiří Honzík